# Aubais
Aubais é uma comuna francesa na região administrativa de Occitânia, no departamento de Gard. Estende-se por uma área de 11,79 km². Em 2010 a comuna tinha 2 902 habitantes (densidade: 246,1 hab./km²).